# Progress M-12M
Progress M-12M (rusky Прогресс М-12М) byla vesmírná loď třídy Progress ruské organizace Roskosmos, která byla zničena 24. srpna 2011 při nepovedeném pokusu o start. Vyrobila ji firma RKK Eněrgija. 

Nákres lodi Progress

Jejím úkolem bylo zásobovat Mezinárodní vesmírnou stanici. Vezla 2,67 tuny zásob, včetně vody (420 kg), kyslíku (50 kg) a paliva (996 kg). Ke stanici se měla připojit dva dny po startu přes modul Zvezda a zůstat připojena po šest měsíců.
Progress M-12M vynášela do vesmíru raketa Sojuz-U, startující z kosmodromu Bajkonur 24. srpna 2011 v 13:00:11 UTC. Po 315 sekundách došlo k selhání jednoho z motorů, načež palubní počítač přerušil start a loď spadla na území Altajské republiky.